# MetroStars 2003
 Questa voce raccoglie le informazioni riguardanti il MetroStars nelle competizioni ufficiali della stagione 2003.

## Stagione
I MetroStars, guidati da Bob Bradley, terminarono il campionato al 3º posto di Eastern Conference e al 5º nella classifica generale, riuscendo a qualificarsi ai play-off, venendo però sconfitti in semifinale di Conference dai N.E. Revolution. Nella U.S. Open Cup la squadra raggiunse per la prima volta nella propria storia la finale, arrendendosi per 1-0 contro i Chicago Fire.

## Maglie e sponsor
| Casa | Trasferta |

## Rosa

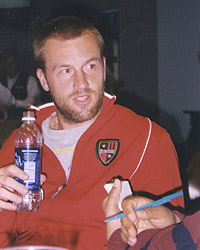
Clint Mathis, il capocannoniere della squadra

| N. |                        | Ruolo | Calciatore        |
| -- | ---------------------- | ----- | ----------------- |
| 1  | Stati Uniti (bandiera) | P     | Johnny Walker     |
| 2  | Stati Uniti (bandiera) | D     | Ricardo Clark     |
| 3  | Stati Uniti (bandiera) | D     | Chris Leitch      |
| 4  | Angola (bandiera)      | D     | Edgar Bartolomeu  |
| 5  | Stati Uniti (bandiera) | D     | Steve Jolley      |
| 6  | Argentina (bandiera)   | D     | Juan Forchetti    |
| 7  | Stati Uniti (bandiera) | A     | Mike Magee        |
| 8  | Stati Uniti (bandiera) | C     | Mark Lisi         |
| 9  | Bolivia (bandiera)     | A     | Jaime Moreno      |
| 10 | Polonia (bandiera)     | A     | Andrzej Juskowiak |
| 11 | Stati Uniti (bandiera) | C     | Jacob LeBlanc     |
| 12 | Argentina (bandiera)   | C     | José Galván       |

| N. |                        | Ruolo | Calciatore            |
| -- | ---------------------- | ----- | --------------------- |
| 13 | Stati Uniti (bandiera) | A     | Clint Mathis          |
| 14 | Ghana (bandiera)       | D     | Joe Addo              |
| 15 | Stati Uniti (bandiera) | A     | John Wolyniec         |
| 16 | Stati Uniti (bandiera) | C     | Richie Williams       |
| 17 | Stati Uniti (bandiera) | D     | Joey DiGiamarino      |
| 18 | Stati Uniti (bandiera) | P     | Tim Howard            |
| 19 | Stati Uniti (bandiera) | D     | Tim Regan             |
| 20 | Honduras (bandiera)    | C     | Amado Guevara         |
| 21 | Giamaica (bandiera)    | D     | Craig Ziadie          |
| 23 | Stati Uniti (bandiera) | D     | Eddie Pope (capitano) |
| 24 | Stati Uniti (bandiera) | D     | Eddie Gaven           |
| 25 | Stati Uniti (bandiera) | A     | Mike Nugent           |

## Risultati

### Major League Soccer

#### Play-off
| Arbitro: | Vaughn |

|  |           |                       |
|  | Marcatori | 17’ Fabbro 65’ Noonan |

| Arbitro: | Saheli |

|            |           |                      |
| Noonan 21’ | Marcatori | 45+1’ (rig.) Guevara |

### U.S. Open Cup
| Arbitro: | Rodriguez |

|  |           |                                               |
|  | Marcatori | 5’ Guevara 83’ Wolyniec 87’ Nugent 88’ Galván |

| Arbitro: | Stott |

|                                 |           |                                                 |
| Buddle 10’, 11’ Maisonneuve 43’ | Marcatori | 24’ (aut.) Maisonneuve 54’ Jolley 77’, 86’ Pope |

| Arbitro: | Canales |

|                         |           |           |
| Mathis 29’ Guevara 116’ | Marcatori | 45’ Heaps |

| Arbitro: | Vaughn |

|                               |           |                         |
| Guevara 20’, 43’ Wolyniec 88’ | Marcatori | 18’ Ivanov 76’ Cerritos |

| Arbitro: | Stott |

|  |           |           |
|  | Marcatori | 68’ Ralph |

## Statistiche

### Statistiche di squadra
| Competizione        | Punti | Totale | Totale | Totale | Totale | Totale | Totale | DR |
| Competizione        | Punti | G      | V      | N      | P      | Gf     | Gs     | DR |
| ------------------- | ----- | ------ | ------ | ------ | ------ | ------ | ------ | -- |
| Major League Soccer | 42    | 30     | 11     | 9      | 10     | 40     | 40     | 0  |
| Play-off            | -     | 2      | 0      | 1      | 1      | 1      | 3      | -2 |
| U.S. Open Cup       | -     | 5      | 4      | 0      | 1      | 13     | 7      | +6 |
| Totale              | -     | 37     | 15     | 10     | 12     | 54     | 48     | +4 |